# Cheiloneurus pachycephalus
Cheiloneurus pachycephalus är en stekelart som först beskrevs av Perkins 1906.  Cheiloneurus pachycephalus ingår i släktet Cheiloneurus och familjen sköldlussteklar. Inga underarter finns listade i Catalogue of Life.